# Лугожел (Тимиш)
Лугожел (рум. Lugojel) насеље је у Румунији у округу Тимиш у општини Гавождија. Oпштина се налази на надморској висини од 126 m.

## Прошлост
По "Румунској енциклопедији" први пут се помиње око 1600. године. Након аустријско-туског рата 1717. године у селу је пописано 62 куће. 
Аустријски царски ревизор Ерлер је 1774. године констатовао да место припада Округу и дистрикту Лугож.

## Становништво
Према подацима из 2002. године у насељу је живело 744 становника.

### Попис2002.
| Расподела становништва по националности 2002.‍ | Расподела становништва по националности 2002.‍ | Расподела становништва по националности 2002.‍ | Расподела становништва по националности 2002.‍ | Расподела становништва по националности 2002.‍ |
| --------------------------------------------- | --------------------------------------------- | --------------------------------------------- | --------------------------------------------- | --------------------------------------------- |
|                                               |                                               |                                               |                                               |                                               |
| Румуни                                        | Румуни                                        |                                               | 731                                           | 98,8%                                         |
| Мађари                                        | Мађари                                        |                                               | 9                                             | 1,2%                                          |